# Ca' Raffaello
Ca' Raffaello è una località di Badia Tedalda, comune italiano in provincia di Arezzo.
Geograficamente costituisce un'exclave toscana in Emilia-Romagna, in quanto interna al territorio della provincia di Rimini (fino al 2009 si trovava attorniata dalla provincia di Pesaro e Urbino) e confinante con i comuni di Casteldelci, Pennabilli e Sant'Agata Feltria.
È costituita dalle frazioni Cicognaia e Santa Sofia Marecchia, a loro volta comprendenti gli abitati Ca' di Pietro, Monterotondo, Ortale e Vallunga.
Ca' Raffaello è la località della Toscana più vicina al mare Adriatico (dista 50 km da Rimini).

## Storia
L'origine dell'exclave risale al 1607 quando l'allora granduca di Toscana Ferdinando I acquisì tali terre dai Gonzaga di Novellara.